# Штайнен (Баден-Вюртемберг)
Штайнен (нім. Steinen) — громада в Німеччині, знаходиться в землі Баден-Вюртемберг. Підпорядковується адміністративному округу Фрайбург. Входить до складу району Леррах.
Площа — 46,86 км2. Населення становить 9999 ос. (станом на 31 грудня 2020).